# Preikestolen, Antarktis
Preikestolen är en bergstopp i Antarktis. Den ligger i Östantarktis. Norge gör anspråk på området. Toppen på Preikestolen är 1 682 meter över havet, eller 331 meter över den omgivande terrängen. Bredden vid basen är 3,0 km.
Terrängen runt Preikestolen är kuperad åt sydost, men åt nordväst är den platt. Trakten är glest befolkad. Närmaste befolkade plats är Sarie Marais, 7,8 kilometer norr om Preikestolen.